# Močovice
Močovice (německy Motschowitz) jsou obec v okrese Kutná Hora ve Středočeském kraji. Žije zde 402 obyvatel.
Ve vzdálenosti tři kilometry východně leží město Čáslav, sedm kilometrů severozápadně město Kutná Hora, sedmnáct kilometrů severozápadně město Kolín a 21 kilometrů severovýchodně město Přelouč. Obcí protéká říčka Klejnárka.

## Historie
V oblasti Močovic se nacházelo neolitické sídliště kultury s lineární keramikou, jejíž nositelé byli prvními zemědělci na českém území.
První písemná zmínka o obci pochází z roku 1324.
Od čtrnáctého století byl v obci poplužní dvůr a snad i hospoda. Od roku 1584 v obci působil učitel, který však neučil ve škole (založené až v 18. století), ale učil po domácnostech. Na konci třicátých let 17. století vísku vypálili Švédové a v roce 1680 podlehla desetina obyvatel hladomoru. Větší rozvoj přišel až teprve na přelomu 19. a 20. století, kdy byl v obci vystavěn cukrovar a cihelna. Byly to v podstatě jediné hodnotné památky obce, zejména pak velmi cenný komín bývalé cihelny z roku 1906. Vedení obce však rozhodlo o demolici této technické památky. Na místě zbořené cihelny s komínem, na kterém mohli sídlit čápi, dodnes nic nestojí.
V obci Močovice (717 obyvatel) byly v roce 1932 evidovány tyto živnosti a obchody: cihelna, družstvo pro rozvod elektrické energie v Močovicích, holič, 3 hostince, 2 koláři, 2 kováři, 2 krejčí, mlýn, 2 obuvníci, stáčírna lahvového piva, 16 rolníků, řezník, 2 sedláři, 2 obchody se smíšeným zbožím, 2 trafiky, truhlář, obchod s uhlím, zahradnictví.

## Obyvatelstvo
| Rok            | 1869 | 1880 | 1890 | 1900 | 1910 | 1921 | 1930 | 1950 | 1961 | 1970 | 1980 | 1991 | 2001 | 2011 | 2021 |
| -------------- | ---- | ---- | ---- | ---- | ---- | ---- | ---- | ---- | ---- | ---- | ---- | ---- | ---- | ---- | ---- |
| Počet obyvatel | 500  | 594  | 663  | 663  | 751  | 759  | 717  | 520  | 447  | 410  | 363  | 340  | 346  | 347  | 390  |
| Počet domů     | 56   | 61   | 68   | 78   | 89   | 102  | 123  | 136  | 134  | 126  | 126  | 125  | 150  | 158  | 176  |

## Obecní správa

### Územněsprávní začlenění
Dějiny územněsprávního začleňování zahrnují období od roku 1850 do současnosti. V chronologickém přehledu je uvedena územně administrativní příslušnost obce (části obce) v roce, kdy ke změně došlo:
- 1850 země česká, kraj Pardubice, politický okres Kutná Hora, soudní okres Čáslav[8]
- 1855 země česká, kraj Čáslav, soudní okres Čáslav
- 1868 země česká, politický i soudní okres Čáslav
- 1939 země česká, Oberlandrat Kolín, politický i soudní okres Čáslav[9]
- 1942 země česká, Oberlandrat Praha, politický i soudní okres Čáslav[10]
- 1945 země česká, správní i soudní okres Čáslav[11]
- 1949 Pardubický kraj, okres Čáslav[12]
- 1960 Středočeský kraj, okres Kutná Hora, obec Krchleby[13]
- k 24. listopadu 1990 Středočeský kraj, okres Kutná Hora[13]
- 2003 Středočeský kraj, obec s rozšířenou působností Čáslav

### Obecní symboly
Znak a vlajka byly obci uděleny rozhodnutím předsedkyně Poslanecké sněmovny Parlamentu České republiky dne 27. června 2025.

## Doprava
Dopravní síť
- Pozemní komunikace – Obcí prochází silnice II/337 Uhlířské Janovice – Malešov – Močovice – Čáslav – Ronov nad Doubravou.

- Železnice – Železniční trať ani stanice na území obce nejsou. Nejbližší železniční stanicí je Čáslav ve vzdálenosti 3,5 km ležící na trati 230 vedoucí z Kolína do Havlíčkova Brodu a na začátku trati 236 do Třemošnice. Do Močovic vedla jednokolejná nákladní trať z Čáslavi, zahájení dopravy bylo roku 1881, trať byla zrušena roku 1965.

Veřejná doprava 2011
- Autobusová doprava – Obcí projížděly autobusové linky mezi Čáslaví, Kutnou Horou, Ledčí nad Sázavou, Petrovicemi, Zbraslavicemi, Zbýšovem a Zručí nad Sázavou (dopravce Veolia Transport Východní Čechy, a. s.).

## Pamětihodnosti
- Usedlost čp. 3

## Galerie

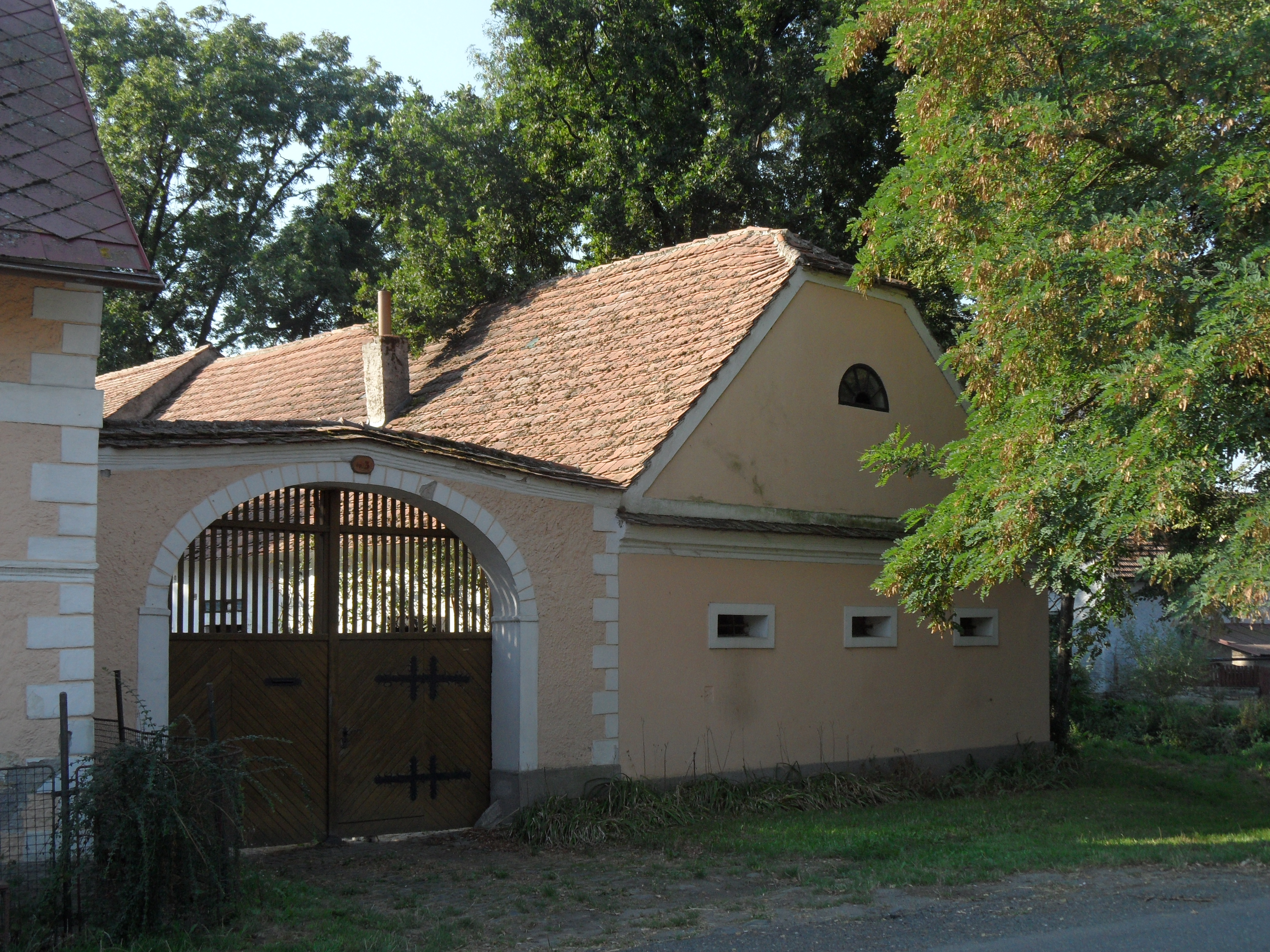
Usedlost čp. 3: uliční průčelí s hlavní bránou